# Prima battaglia del Tembien
La prima battaglia del Tembien fu un confronto armato della guerra d'Etiopia che vide un deciso tentativo di sfondamento del fronte italiano da parte delle truppe abissine di ras Cassa, inquadrate nell'esercito etiopico. La battaglia vide una prima fase in cui le truppe italiane passarono all'attacco per anticipare la prevista offensiva abissina e una seconda parte in cui la controffensiva etiope nella battaglia di Passo Uarieu costrinse le truppe italiane a lasciare le posizioni raggiunte per difendere la posizione chiave nel Tembien.

## Antefatto
Giunte a contatto con le postazioni italiane verso metà dicembre, le truppe abissine diedero il via all'Offensiva etiope di Natale.
Nella notte tra il 14 e il 15 dicembre le avanguardie di ras Immirù attraversato il fiume Tacazzè impegnarono un Gruppo Bande, al comando del maggiore Luigi Criniti. Un altro contingente abissino guadò il Tacazzè più a nord al fine di tagliarne la ritirata. Le truppe italiane in ritirata caddero in trappola nella stretta di Dembeguina, dove, accerchiate, lasciarono sul campo metà degli effettivi prima di riuscire ad aprirsi un varco per raggiungere il primo avamposto italiano di Endà Selassiè presidiato dal comandante Carlo Emanuele Basile. Di lì le truppe italiane si ritirarono a Selaclacà difesa dalla 24ª Divisione fanteria "Gran Sasso", e da qui la ritirata delle forze italiane proseguì fino ad Axum. Nel frattempo ras Immirù, pur sotto violenti bombardamenti aerei, riuscì a far attraversare il Tacazzè ad altri reparti abissini portando le proprie truppe ad oltre ventimila uomini, e forte di questi uomini continuò l'offensiva rioccupando lo Scirè. Contemporaneamente le truppe di ras Sejum e di ras Cassa attaccarono nel Tembien, presidiato dai soli quattro battaglioni del generale Diamanti. Per salvare almeno Abbi Addi Badoglio inviò in appoggio la 2ª Divisione eritrea di Vaccarisi e la 2ª Divisione CC.NN. "28 ottobre" di Somma. Il 18 dicembre l'armata abissina tentò di espugnare senza fortuna Abbi Addi, mentre un tentativo italiano di spezzare lo schieramento abissino presso l'Amba Tzellerè fallì. Il 27 dicembre, Abbi Addi ormai indifendibile fu abbandonata e gli italiani ripiegarono sulle posizioni fortificate di passo Uarieu.
Ad inizio gennaio Badoglio rinforzò ulteriormente le proprie difese schierando su tutto il fronte 500 cannoni, quando però fu in grado di riprendere l'iniziativa si avvide che le armate di ras Cassa e ras Sejum stavano per rimettersi in marcia nel Tembien. Il piano etiopico era chiaro: sfondare le difese italiane nel Tembien, prendere alle spalle Macallè e spaccare in due lo schieramento delle truppe italiane; a questo punto ras Immirù avrebbe attaccato i campi trincerati di Adua e Axum, isolati dal grosso delle truppe italiane, con lo scopo di portare la guerra in Eritrea.

## La battaglia
Posto di fronte alla scelta di aspettare l'attacco per pararlo o di attaccare per primo sfruttando l'effetto sorpresa, Badoglio optò per la seconda possibilità.

### L'offensiva italiana
Il 19 gennaio le truppe italiane erano in movimento su tutto il fronte: sull'estrema sinistra del fronte il III Corpo d'armata uscì da Macallè fino a spostarsi in posizione dominante sulla valle del Gebat in modo tale da sbarrare la strada ad un eventuale soccorso che l'armata di ras Mulughietà avrebbe potuto fornire a ras Cassa, dall'altro estremo del fronte, nello Scirè, una colonna del II Corpo d'armata uscì dal campo trincerato di Axum tornando ad occupare passo Af Gagà.
Dopo essersi protetto sui fianchi, Badoglio attaccò nel Tembien: da passo Abarò, sulla sinistra, si staccarono alcuni battaglioni della 2ª Divisione eritrea di Vaccarisi che, divisi in due colonne agli ordini del generale Dalmazzo e del colonnello Tracchia, avevano come obiettivo l'occupazione della regione tra Melfà e Quarar; una colonna minore al centro era diretta su Abba Salamà, mentre sulla destra era prevista una sortita da passo Uarieu verso la valle del Beles per impegnare le truppe abissine. Questa colonna però, secondo gli ordini che Badoglio diede a Pirzio Biroli, doveva esercitare un'azione semplicemente dimostrativa senza distaccarsi troppo dal passo e senza correre rischi di essere attaccata.
Sulla sinistra le truppe abissine si difesero strenuamente ma alla fine della giornata furono costrette alla ritirata in direzione del Monte Lata mentre i battaglioni di ascari occuparono alcune alture sino ad arrivare a 8 km da Melfà; al centro la colonna minore, fortemente contrastata dal fuoco nemico, riuscì comunque ad arrivare all'Amba Cossà, mentre sulla destra l'azione dimostrativa nella valle del Beles si concluse come previsto.

### L'errore del generale Diamanti
Durante il primo giorno di battaglia le operazioni si svolsero come previsto, ma il secondo giorno un grave errore del generale Diamanti rischiò di mettere a rischio le sorti non solo della battaglia ma forse dell'intera campagna. Una colonna di camicie nere forte di 1500 uomini agli ordini del generale Filippo Diamanti uscì come previsto dalle fortificazioni di passo Uarieu, ma, una volta giunta al torrente Beles, trasgredendo agli ordini di Badoglio varcò il torrente e proseguì per alcuni chilometri facendosi attaccare dagli avversari nella zona di Daran.
Nel frattempo le colonne poste sull'altro lato del fronte conquistarono senza combattere il Monte Lata, ma anziché puntare sulla Debra Ambra, come ordinato da Pirzio Biroli per minacciare da un lato le truppe etiopi e alleggerire la pressioni sul gruppo di Diamanti, indugiarono sul monte dove sorpresi dalle tenebre trascorsero la nottata.
Gli uomini del generale Diamanti, circondati da forze 10 volte superiori, iniziarono la ritirata verso il passo lasciando sul campo più di 260 morti fra i quali figurava anche Reginaldo Giuliani, che diverrà un martire del Fascismo. Il XII Battaglione indigeni intervenne per salvare i sopravvissuti e ripiegare nuovamente su Passo Uarieu difeso dalle forze della 2ª Divisione CC.NN. "28 ottobre" del generale Somma

### La battaglia di Passo Uarieu
Una volta rientrata la colonna Diamanti al passo, gli italiani furono rapidamente stretti d'assedio dagli abissini che occuparono anche le fonti d'acqua. Pirzio Biroli, comprendendo che dalla tenuta del presidio a passo Uarieu probabilmente dipendevano le sorti dell'intero conflitto, decise di inviare là tutte le forze disponibili, anche a costo di cedere le posizioni conquistate il giorno precedente. Fu inoltre utilizzata tutta l'aviazione disponibile della Brigata aerea da bombardamento che fece anche uso di bombe ed iprite sulle truppe etiopiche.. Il giorno dopo l'inizio dell'assedio un aereo italiano lanciò un messaggio sugli assediati con scritto: «Coraggio, mio Somma, Vaccarisi è vicino. Le tue camicie nere stanno scrivendo una pagina magnifica. Resisti ed avrai la vittoria».
Dopo tre giorni di assedio la 2ª Divisione eritrea del generale Vaccarisi raggiunse gli assediati rompendo l'assedio e disperdendo gli assedianti guidati da ras Cassa. Se la guarnigione di Passo Uarieu avesse ceduto gli abissini sarebbero dilagati nella piana di Macallè compromettendo l'intera campagna bellica.. Lo stesso Badoglio aveva già predisposto l'abbandono della piazzaforte di Macallè per ripiegare su Adigrat temendo che potessero crollare le difese di passo Uarieu.
La battaglia terminò la mattina del 24 gennaio, e con essa l'intera Prima battaglia del Tembien.

## Esito della battaglia
Il risultato della battaglia fu un sostanziale pareggio: anche se entrambi i contendenti alla fine degli scontri cantarono vittoria, in definitiva le posizioni tenute rimasero le stesse. Lo stesso Badoglio sostenne nel suo libro di memorie che: «La situazione era così ristabilita. La battaglia è vinta, anche se non ha raggiunto i suoi obiettivi finali di rigettare il nemico a sud del Ghevà. Vinta perché essa era riuscita a prevenire e a stroncare l'offensiva dell'avversario il quale, a causa delle gravi perdite che ha subito e del quasi totale esaurimento delle munizioni, è costretto all'inerzia più completa».
Giuseppe Bottai sul suo diario scrisse: «L'azione è finita. O meglio; mancata. L'eroico contegno della 28 ottobre, del Gruppo Diamanti, la nostra avanzata decisa su queste posizioni e il rastrellamento, da noi compiuto, della confluenza Calaminò-Ghevà, le maggiori perdite del nemico (oltre 5000 morti) non bastano a convertire un'azione mancata in una vittoria. Non ha vinto il nemico; non abbiamo vinto noi. Ci esauriamo nello status quo».
Le enormi perdite subite dall'esercito abissino tolsero loro la possibilità di pianificare nuove iniziative costringendo i ras di Hailé Selassié alla difensiva. Dopo la Prima battaglia del Tembien saranno sempre le armate italiane a decidere le offensive.